# Nedeljanec
Nedeljanec – wieś w Chorwacji, w żupanii varażdińskiej, w gminie Vidovec. W 2011 roku liczyła 1485 mieszkańców.